# 530-е годы
530-е (пятьсо́т тридца́тые) го́ды по юлианскому календарю — промежуток времени с 1 января 530 года по 31 декабря 539 года, включающий 530 год 3-го десятилетия   и с 531 по 539 годы    4-го десятилетия VI века 1-го тысячелетия.  Они закончились 1486 лет назад.

## События
- 532 — восстание «Ника» в Константинополе. Было подавлено полководцами Юстиниана — Велизарием и Мундом[1]. Не менее 30 000 человек погибли.
- Вандальская война (533—534). Королевство вандалов и аланов завоёвано Византийской империей.
- Византийско-готские войны (535—554).

## Культура
- 532—537 — в Константинополе восстановлен Софийский собор.
- Свод гражданского права Юстиниана (534).
- 535—536 — климатические изменения, по некоторым сведениям, солнце стало очень тусклым и климат был очень холодным. Это может быть вызвано огромным вулканическим извержением (возможно, вулкана Кракатау).